# Referèndum sobre la dissolució del parlament de Letònia de 2011
El President Valdis Zatlers va utilitzar el poder de dissolució del Parlament per primera vegada en la història de Letònia. Va ser una votació de "sí/no" i el referèndum es va aprovar amb el 94,3% de suport.

## Antecedents
El President Valdis Zatlers va convocar el referèndum basant-se en el poder que li atorgava la constitució el 28 de maig de 2011. Zatlers va convocar el referèndum en resposta al refús del Saeima a sancionar una recerca a casa del Primer Ministre, líder de LPP/LC i un exministre del gabinet. D'acord amb els procediments legals, el referèndum de la dissolució del Saeima, havia de fer-se, no més tard de dos mesos des del decret del President.
La Constitució de Letònia preveia que si el poble no hagués donat suport a la decisió de Zatlers, hauria hagut de dimitir de la presidència. Això podria haver creat un dilema judicial, però, va expirar el mandat de Zatlers el 7 de juliol i la Saeima va celebrar unes eleccions presidencials (en les quals Zatlers també va ser candidat) el 2 de juny. En no ser reelegit Zatlers, però, es va evitar aquest enigma.

## Enquestes
Les enquestes indicaven que el referèndum havia d'aprovar-se per un gran marge.

## Resultats
| Sí o no                   | Vots      | Percentatge |
| ------------------------- | --------- | ----------- |
| Sí                        | 650.518   | 94,30%      |
| No                        | 37.829    | 5,48%       |
| Vots no vàlids o en blanc | 1.476     | 0,21%       |
| Vots totals               | 689.823   | 100,00%     |
| Participació              | 100,00%   | 100,00%     |
| Participació necessària   | 44,73%    | 44,73%      |
| Cens                      | 1.542.593 | 1.542.593   |
| Font: CVK                 |           |             |